# Elisabeth Gräfin von Soden
Elisabeth Gräfin von Soden (* 9. Juni 1921 als Elisabeth Baumeister in Stuttgart; † 25. März 2008 in Pleidelsheim) war eine deutsche Sportschützin und Weltmeisterin im Wurfscheibenschießen.

## Herkunft und familiäres Umfeld
Seit dem 16. August 1953 war sie mit Hans Joachim Graf von Soden (1909–1976) als dessen dritte Frau in kinderloser Ehe verheiratet. Ihr Mann stammte aus der gräflichen Linie Soden, seiner ursprünglich aus Hannover stammenden Familie, dem Ratsgeschlecht Sode, seine Herkunft ableitete.

## Sportliche Karriere
Von Soden wurde von ihrem Ehemann, der Jäger und Sportschütze war, für den Schießsport begeistert. Sie errang 15 deutsche Meistertitel, 13 Mal im Trap, zweimal auch im Skeet. 1966 wurde sie in Wiesbaden im Alter von 45 Jahren als erste Frau des Deutschen Schützenbundes Weltmeisterin, 1967 verteidigte sie den Titel in Bologna. Siebenmal wurde sie Europameisterin; von 1967 bis 1970 viermal in Folge und nach einem Comeback 1974 in Antibes mit der Mannschaft, der auch Marlene Caspary und Beate Roselius angehörten, sowie nochmal 1975 in Wien im Einzel- und Mannschaftswettkampf. In diesem Jahr wurde sie in München auch Vizeweltmeisterin im Einzel und mit der Mannschaft.
Im Kollegenkreis wurde sie liebevoll „die Hex“ genannt.

## Auszeichnungen
- 1967: Silbernes Lorbeerblatt